# Jesús Dueñas Llerenas
Jesús Dueñas Llerenas (Villa de Álvarez, Colima; 26 de octubre de 1944) es un político mexicano, miembro del Partido Acción Nacional, fue presidente Municipal y es Senador por Colima.
Jesús Dueñas es Técnico Ganadero Zootecnista egresado de la Universidad Autónoma de Chihuahua, se desempeñó en actividades relativas a su profesión hasta incorporarse a la política, que lo llevó a ser electo presidente municipal de Villa de Álvarez, Colima de 1998 a 2000 y de ese año a 2003 fue diputado federal a la LVIII Legislatura por el I Distrito Electoral Federal de Colima. Fue senador por Colima para el periodo de 2006 a 2012.